# Кураган (приток Катуни)
Кураган (в верховье Иолдо) — река в России, протекает по Усть-Коксинскому району Республики Алтай. Устье реки находится в 442 км от устья Катуни по правому берегу. Длина реки составляет 51 км, площадь водосборного бассейна — 648 км². Приток — Караайры.
Высота устья — 869 м над уровнем моря. Высота истока — 2284 м над уровнем моря.

## Данные водного реестра
По данным государственного водного реестра России относится к Верхнеобскому бассейновому округу, водохозяйственный участок реки — Катунь, речной подбассейн реки — Бия и Катунь. Речной бассейн реки — (Верхняя) Обь до впадения Иртыша.